# ألباس دمبلدور
ألباس برسيفال وولفريك براين دمبلدور، يُلفظ أيضا ألبوس (بالإنجليزية: Albus Percival Wulfric Brian Dumbledore)‏، شخصية خيالية لساحر في سلسلة هاري بوتر للمؤلفة البريطانية جيه كيه رولينغ. مدير مدرسة هوجوورتس للسحر والشعوذة وزعيم جماعة العنقاء، وأحد أقوى وأعظم السحرة على مر العصور. كما أنه حامي هاري بوتر، ومعلم لورد فولدمورت في طفولته.
وُلد دمبلدور في سنة 1881،  وقتل في شهر يونيو من عام 1997 على يد سيفروس سنيب رئيس منزل سليذرين إثر احتلال مدرسة هوجوورتس من قبل أكلة الموت أثناء غيابه مع هاري بوتر للحصول على أحد هوركروكسات فولدمورت، ودُفن في هوجوورتس.
يؤمن دمبلدور بالخير في داخل كل الناس، ويمتاز بقدر معين من غرابة الأطوار يترافق مع عبقريته. معنى اسم ألباس هو الأبيض باللاتينية، ما يصنف شخصيته في نطاق السحرة البيض الذين امتازوا بنوع من العبقرية وغرابة الأطوار مثل مرلين وغاندالف من سيد الخواتم. أفادت رولنج أنها اختارت اسم «دمبلدور»، الذي يعني «نحلة طنّانة» بالإنجليزية الحديثة المتوسطة، بسبب حب دمبلدور للموسيقى، حيث تخيلته وهو يمشي بفرده مهمهمًا أنغامًا موسيقية في أغلب الأحيان.
ظهر دمبلدور في جميع أجزاء السلسلة منذ الكتاب الأول هاري بوتر وحجر الفيلسوف، حتى وفاته في الكتاب السادس هاري بوتر والأمير الخليط، ظهر دمبلدور في كتاب مقدسات الموت في داخل هاري بوتر في فصل كينجزكروس وقدم لهاري بعض النصائح المبهمة لهزيمة فولدمورت، وظهر مرة أخرى في لوحته الخاصة بمكتب الناظر وكان يقدم النصائح لسناب لكي يساعد هاري في هزيمة فولدمورت.

## تطور الشخصية
قالت الكاتبة جيه كيه رولينغ أنها استمتعت بتأليف والكتابة عن شخصية دمبلدور، بما أنه يُمثّل «الطيبة الخالصة»، كما قالت أنه يتحدث بالنيابة عنها، بما أنه يعرف الكثير عن كل شيء تقريبًا في عالم هاري بوتر الخيالي. أفادت رولنج أن دمبلدور يأسف على الدوام معرفته بكل شيء وحمله عبء الخبر الذي كان يُفضل أن لا يعلمه، وقالت أنه بصفته حامي هاري بوتر، الشخصية المحورية في السلسلة، فإنه يظهر بمظهر الرجل الحكيم الذي يُدرك أنه يجب على هاري تعلّم بضعة دروس قاسية كي تحضّره لما قد يحصل معه مستقبلاً، وبناءً على هذا فهو يسمح لهاري أن يقوم بأشياء لا يسمح لأي تلميذ آخر أن يقوم بها، ويسمح له كرهًا أيضًا، أن يواجه مخاطر يُفضل أن يحميه منها. صرّحت رولنج في مقابلة من عام 1999 أنها تخيلت شخصية دمبلدور شبيهة بشخصية المخرج الإنجليزي جون غيلغود، أي عجوز جليل. صُنّف دمبلدور في منزل غريفندور، بعد أن دخل مدرسة هوجوورتس للسحر، وقالت رولنج في إحدى المقابلات أنه يبلغ من العمر 150 عامًا، غير أنها أفادت في موقعها الخاص، أنه ولدت في سنة 1881، مما يعني أنه كان يبلغ 115 أو 116 عامًا عند وفاته. أفادت رولنج بتاريخ 19 أكتوبر سنة 2007، عندما سألها أحد المعجبين اليافعين عمّا إذا عثر دمبلدور على «الحب الحقيقي»، أنها لطالما اعتبرت دمبلدور مثليًا، وأنه كان مغرمًا بغيلرت غريندلوالد، الذي كان بمثابة «المأساة الكبرى» لدمبلدور، وإنه استحال عديم الميل لأي جنس بعد ذلك، وحوّل مشاعره نحو العلوم والمعارف المختلفة.

## بداياته

### المولد والنشأة
وُلد ألباس دمبلدور في يوليو أو أغسطس من عام 1844، لبرسيفال وكندرا دمبلدور ولم يكشف في كتب هاري بوتر، أو في غيرها من مصادر السلسلة شيء غير هذا عن أصوله العائلية وميراثه السحري، كما لم يتضح شيء عن طفولته ونشأته، سوى ما أخبرت به جرسيلدا مارشبانكس رئيسة لجنة الممتحنين من أنه قادر على فعل أشياء عظيمة بعصاه السحرية، وأنه أفضل ساحر امتحنته على الإطلاق.
دخل دمبلدور هوغوورتس في سنة 1855،  وصُنف في منزل غريفندور، ثم تخرج منها في سنة 1862، وبحلول عام 1938 كان قد أصبح نائب مدير مدرسة هوجوورتس للسحر والشعوذة، ومدرس مادة تحويل الهيئة.
في الكتاب الرابع من السلسلة قال دمبلدور أن له أخاً هو أبرفورذ، دون أن يحدد ما إذا كان يكبره أو يصغره في العمر. وقال أن أخاه قد اتهم بممارسة سحر غير ملائم على عنزة وهوجم كثيراً في الصحافة لهذا السبب، لكنه غير متأكد من قدرة أبرفورذ على القراءة.

### في هوجوورتس
عُين دمبلدور في هوجوورتس كمعلم لمادة تحويل الهيئة، ومن ثم أصبح نائب مدير المدرسة في أواخر الثلاثينات وأوائل الأربعينات. في سنة 1955 تقريباً، عُين كمدير لمدرسة هوجوورتس للسحر والشعوذة، وبقي في منصبه حتى وفاته في سنة 1997.
تخلل تعيين دمبلدور كمدير لهوغوورتس فترتا عزل، كانت الأولى في سنة 1993 بعد أن قرر مجلس إدارة هوجوورتس إبعاده كنتيجة لفتح حجرة الأسرار، وذلك بتأثير لوشيوس مالفوي. وكانت الثانية في سنة 1996 عندما عزلته وزارة السحر من منصبه وطاردته بتهمة تكوين جيش معادٍ للوزارة والسعي لاحتلالها. وفي المرة الأولى حلت منيرفا مكجونجال نائبة المدير ورئيسة منزل غريفندور محله، أما في الثانية، فقد حلت دولوريس آمبريدج مفتشة وزارة السحر محله. وبعد وفاته تولت مكغونجال صلاحياته مؤقتاً. ولا يُعرف حتى الآن ما إذا كانت هوجوورتس ستبقى.
فُتحت حجرة الأسرار مرتين أثناء وجود دمبلدور في هوجوورتس، الأولى عندما كان نائباً لمدير المدرسة في سنة 1938 بواسطة توم ريدل، والثانية عندما أصبح هو نفسه مديراً للمدرسة في سنة 1993 على يد جيني ويزلي بتوجيه توم ريدل من مفكرته، وفي المرتين كانت هوجوورتس مهددة بالإغلاق. دافع دمبلدور بشدة عن روبياس هاجريد الذي اتهم بفتح الحجرة في المرة الأولى، وعندما أصبح مديراً فيما بعد، أعطاه عملاً كحارس للملاعب، ثم كمعلم لمادة العناية بالمخلوقات السحرية.
تبنى دمبلدور سياسات تُعتبر ثورية في عالم السحرة، فقد عامل الجن المنزلي معاملة حسنة، وسمح لهم بحقوق غير معترف بها في المجتمع السحري، وحافظ على علاقات طيبة مع القناطير التي تعيش في الغابة المحرمة، كما استعان بأحدها لتدريس العرافة في هوجوورتس. وقبل ريموس لوبين ليكون طالباً في مدرسته رغم علمه بأنه مستذءب، وبالعداء التام الذي يكنه مجتمع السحر للمستذءبين، ثم منحه عملاً كمدرس لمادة الدفاع ضد السحر الأسود في سنة 1993. كما أنه قدم الحماية لبعض من اتهموا بأنهم من أكلة الموت مثل سيفروس سنيب.
يعتبر هاجريد دمبلدور أفضل مدير لهوجوورتس  ويؤيده هاري بوتر في اعتقاده، بينما يعتقد دراكو مالفوي كوالده أن دمبلدور هو أسوأ مدراء هوجوورتس قاطبة. ويعتقد فينياس نيجيليوس بلاك الذي كان مديراً لهوجوورتس سابقاً أن دمبلدور يتساهل كثيراً مع طلابه.

### خارج هوجوورتس
في عام 1945 قضى ألباس دمبلدور على قوة ساحر الظلام غريندل فالد، وكان عمله هذا من أسباب شهرته. كما أنه اشتهر بعمله في الخيمياء مع نيكولاس فلامل، واكتشافه الفوائد الاثنتي عشرة لدماء التنين. وتتضمن قائمة المناصب التي تقلدها: رئيس محكمة الواينزغاموت، رئيس الاتحاد الدولي للسحرة، رئيس جماعة الصقر الصغير، بالإضافة إلى كونه مؤسس جماعة العنقاء وقائدها.
عُرض عليه منصب وزير السحر ثلاث مرات، غير أنه رفضه لرغبته البقاء في منصبه مديراً لهوجوورتس، وحاول الحفاظ على علاقات طيبة بوزيري السحر المتعاقبين كورنيليوس فودج وروفوس سكريمجور، غير أن الوضع تأزم بينه وبينهما. ففي أواخر عهد فودج طُرد دمبلدور من هوجوورتس وعُزل من جميع مناصبه، وفي عهد سكريمجور حدثت جفوة ناجمة عن رفض دمبلدور لبعض سياسات الوزارة، مثل الاستعانة بالدمنتورات لحراسة أزكابان، وإرسال المشتبه بهم إلى السجن دون محاكمة، بالإضافة إلى سياسة التعمية والتعتيم التي تعتمدها الوزارة إزاء عودة فولدمورت.

## ألباس دمبلدور ونهضة وسقوط لورد فولدمورت
بوصفه معلمه في طفولته ومراهقته، وأحد أعظم السحرة عبر العصور، والشخص الوحيد الذي يعرف حقيقته، فإن دمبلدور هو الساحر الوحيد الذي يخشاه لورد فولدمورت، وهو أقوى المحاربين ضده وجماعته. عمل دمبلدور على إفشال مخططات فولدمورت، وعلى إرساء دعائم المصالحة بين المخلوقات السحرية وبين السحرة لئلا تنحاز المخلوقات السحرية إلى صف فولدمورت، كما أنه سعى إلى تحسين أوضاع الفئات المضطهدة في المجتمع السحري، وإلى تحصين قلعة هوجوورتس ضد هجمات أكلة الموت، وهجمات فولدمورت شخصياً. وخلال عهد الرعب الأول، كان الشخص الوحيد القادر على نطق اسم لورد فولدمورت، وحاول تعليم أفراد جماعة العنقاء نطق الاسم، لأن خشية الاسم تزيد من خشية صاحبه.

### تأسيس جماعة العنقاء
أسس دمبلدور جماعة العنقاء خلال الحرب الأولى لمقارعة أكلة الموت بعد فشل سياسات الوزارة في مجابهة فولدمورت وأكلة الموت، وخاضت الجماعة معارك عنيفة ضد أكلة الموت، وضد فولدمورت نفسه، ما أدى إلى مقتل نصف أعضائها. وتكونت الجماعة من المدافعين ضد السحر الأسود، ومن السحرة الذين يثق بهم دمبلدور، أو يدينون له، غير أنها لم تسلم من وجود خونة بين أعضائها، مثل بيتر بيتيغرو وسيفروس سنيب. وأدت هذه الخيانات إلى نتائج مأساوية كقتل جيمس بوتر وليلي بوتر على يد فولدمورت.

### النبوءة
كان دمبلدور الشخص الذي قيلت نبوءة ظهور قاهر سيد الظلام له، وذلك خلال مقابلة بينه وبين سيبيل تريلاوني صاحبة النبوءة التي تقدمت لمنصب أستاذة مادة العرافة في مدرسة هوجوورتس. تمت المقابلة في مقهى مزدحم بالناس هو رأس الخنزير، وسمع سنيب جزءاً منها، فأوصل ما سمعه للورد فولدمورت. وأدى هذا إلى قيامه بمطاردة آل بوتر للقضاء على هاري بوتر الرضيع الذي قُصد في النبوءة.
حاول دمبلدور حماية آل بوتر، وشارك في تلاوة تعويذة فيديليوس التي استخدمت لإخفائهم، كما أنه عرض على جيمس بوتر أن يكون كاتم أسرار الأسرة، غير أن هذا الأخير رفض طلب دمبلدور، ليجعل من سيرياس بلاك كاتم الأسرار، ولاحقاً غير بلاك الخطة فجعل بيتر بيتيغرو يقوم بالمهمة لتضليل فولدمورت، غير أن بيتيغرو خان آل بوتر وسلمهم إلى فولدمورت الذي قتل جيمس بوتر وليلي بوتر في 31 أكتوبر 1981، وحاول قتل هاري بوتر الصغير غير أن تعويذته ارتدت عليه، فأخرجته من جسده، وبذا انتهت الحرب الأولى.
أرسل دمبلدور هاجريد ليأتيه بهاري بوتر من بين أنقاض منزل أبويه، ووضعه عند عتبة بيت خالته بتونيا درسلي مع رسالة يشرح فيها الأسباب التي حملته على أن يعهد بهاري إليها. واتضح فيما بعد أنه قد اتخذ هذا التدبير حماية لهاري من أذى فولدمورت الذي لن يتمكن من أذيته طالما هو بقرب خالته التي يجري في عروقها دم أمه. كما اتضح أنه يحتفظ بالنسخة الوحيدة الباقية من النبوءة.

### عودة فولدمورت والحرب الثانية
لم يصدق دمبلدور أبداً أن فولدمورت قد مات، وصدقت الحوادث اللاحقة إحساسه، فقد حاول فولدمورت الاستيلاء على حجر الفلاسفة في سنة 1991 وهو عام هاري بوتر الأول في هوغوورتس، وفي العام اللاحق، أعاد فتح حجرة الأسرار عن طريق جيني ويزلي، أما في العام 1993 فقد بدأت عودته الفعلية بفرار خادمه بيتر بيتيغرو من الأسر والتحاقه به حسبما ما جاء في نبوءة سيبيل تريلاوني.
| ألباس دمبلدور                  | سيد الظلام يرقد وحيداً بلا أصدقاء، مهجوراً من أتباعه. كان خادمه مقيداً لهذه السنوات الاثنتي عشرة.. الليلة.. قبل منتصف الليل.. سيتحرر الخادم وسيهرب ليلحق بسيده. سيد الظلام سينهض من جديد بعون خادمه. أعظم وأشد ترويعاً عن ذي قبل. الليلة.. قبل منتصف الليل.. سيهرب الخادم ويلحق بسيده... | ألباس دمبلدور |
| — سيبيل تريلاوني الكتاب الثالث | |               |

اخترق فولدمورت هوجوورتس عن طريق استبدال المدافع ضد السحر الأسود، والصديق القديم لدمبلدور ألاستور مودي بتابعه بارتي كروتش الابن، والتلاعب بنتائج مسابقة السحرة الثلاثية، ثم تحويل كأس النار إلى أداة انتقال سحرية، نقلت هاري بوتر وسيدريك ديغوري إلى مقبرة الكنيسة، حيث قُتل سيدريك، واستخدم فولدمورت دم هاري ليستعيد جسده.
علم دمبلدور بعودة فولدمورت بعد ساعة من عودته، فاستدعى جميع أفراد جماعة العنقاء الباقين على قيد الحياة، وبدأ وضع خطط ماكرة ودقيقة لإعاقة فولدمورت، ومنعه من الحصول على النبوءة الكاملة، بالإضافة إلى محاولة تجنيد أعضاء جدد، وتقييد نشاط أكلة الموت الذي كان لا يزال سرياً. وفي الخطاب التوديعي للتلاميذ عام 1995، أعلن دمبلدور صراحة أن فولدمورت هو الذي قتل سيدريك ديغوري في معرض تأبينه له، وأخبر تلاميذه بأنه قد جاء الوقت الذي سيكون عليهم فيه الاختيار بين ماهو حق، وبين ماهو سهل، وذلك رغم معارضة وزارة السحر التامة لإعلان خبر العودة، ورفضها تصديقه. الموقف الذي كرره لاحقاً في اجتماع الاتحاد الدولي للسحرة، والذي أدى إلى إبعاده عن الاتحاد.
استمر اضطهاد دمبلدور من قبل الوزارة، فقد أبعد عن منصبه كرئيس لمحكمة الواينزغاموت، وكافة مناصبه الأخرى، كما حُلت جماعته السحرية الصغيرة التي كان يرأسها، واحتفظ فقط بمنصبه مديراً لهوجوورتس، بعد أن عينت وزارة السحر دولوريس آمبريدج مفتشة عامة للمدرسة، وأحلتها في منصب معلم الدفاع ضد فنون السحر الأسود الشاغر، غير أن عمل دمبلدور مع جماعة العنقاء استمر سراً. وفيما بعد، أصبح دمبلدور مُطَارداً من قبل الوزارة، وأقيل من منصبه كمدير لهوغوورتس بتهمة تشكيل جيش مضاد للوزارة. واختفى إلى أن ظهر في شهر يونيو من عام 1996 في معركة دائرة الغرائب والأسرار التي ظهر فولدمورت فيها علانية داخل الوزارة، فاضطر وزير السحر كورنيليوس فودج إلى إعلان خبر العودة، واستعاد دمبلدور منصبه كمدير لهوجوورتس، قبل أن يُقال وزير السحر فودج، ويُستبدل بوزير جديد هو روفوس سكريمجور الذي أثمرت سياساته القمعية عداء مستتراً بينه وبين دمبلدور.

### موت دمبلدور وجنازته
شكل موت دمبلدور أكبر الصدمات في كتاب هاري بوتر والأمير الخليط رغم كونه نتيجة منطقية للمقدمات التي حفل بها الكتاب، فمنذ الفصل الأول، ظهرت علامات التقدم في السن على دمبلدور، وأصبح أضعف وأبطأ من العادة. كما ظهر في الفصل الثاني، وعلى لسان سيفروس سنيب أنه قد ضعف بعد منازلته الأخيرة لفولدمورت، وأن هذا الأخير قد أوكل مهمة قتله إلى دراكو مالفوي الذي لا يزال تلميذاً في المدرسة، وذلك انتقاماً من أبيه لوشيوس مالفوي بسبب إخفاقه الكبير في معركة الغرائب والأسرار وتسببه في ضياع مفكرة توم ريدل.
توصل دمبلدور إلى اكتشاف سر خلود فولدمورت، وخرج ليصطاد هوركروكساته غير أن محاولته لتدمير الهوركروكس المحفوظ في الخاتم الموروث عن مارفولو غاونت أدت إلى إصابته بشدة في يده اليمنى، وهي إصابة استمرت حتى وفاته. ومن ثم قرر اطلاع هاري بوتر على سر الهوركروكسات، وشجعه على اطلاع رفاقه ليشيع السر. كما أنه قدم ذكرياته ورؤيته الكاملة لتاريخ فولدمورت إلى هاري لتساعده على قتله.
حاول دراكو مالفوي اغتيال دمبلدور طوال عام دراسي كامل في هوغوورتس، فحاول تسميمه بزجاجة نبيذ علم أن هوراس سلوغهورن سيهديها إليه في عيد ميلاده، غير أن سلوغهورن فتحها وسقى منها هاري ورون ويزلي الذي أصيب بالتسمم وأنقذ، وحاول كذلك استخدام عقد من الأوبال لإيذائه، لكنه آذى كاتي بيل عوض دمبلدور. وفي نفس الوقت كان يعمل على إصلاح الممر السري الذي يربط هوجوورتس بمحل بورجين وبروكس، الأمر الذي نجح فيه أخيراً.
تمكن دمبلدور من تحديد موقع أحد الهوركروكسات، فاصطحب معه هاري بوتر للحصول عليه، واضطرا إلى محاربة الجثث الميتة التي تملآ الكهف، كما اضطر دمبلدور إلى شرب السائل السحري الغامض الذي كان الهوركروكس محفوظاً في داخله، ما أدى إلى تغييرات في شكله، وإلى إصابته بحالة من الجنون المؤقت أضعفته تماماً.

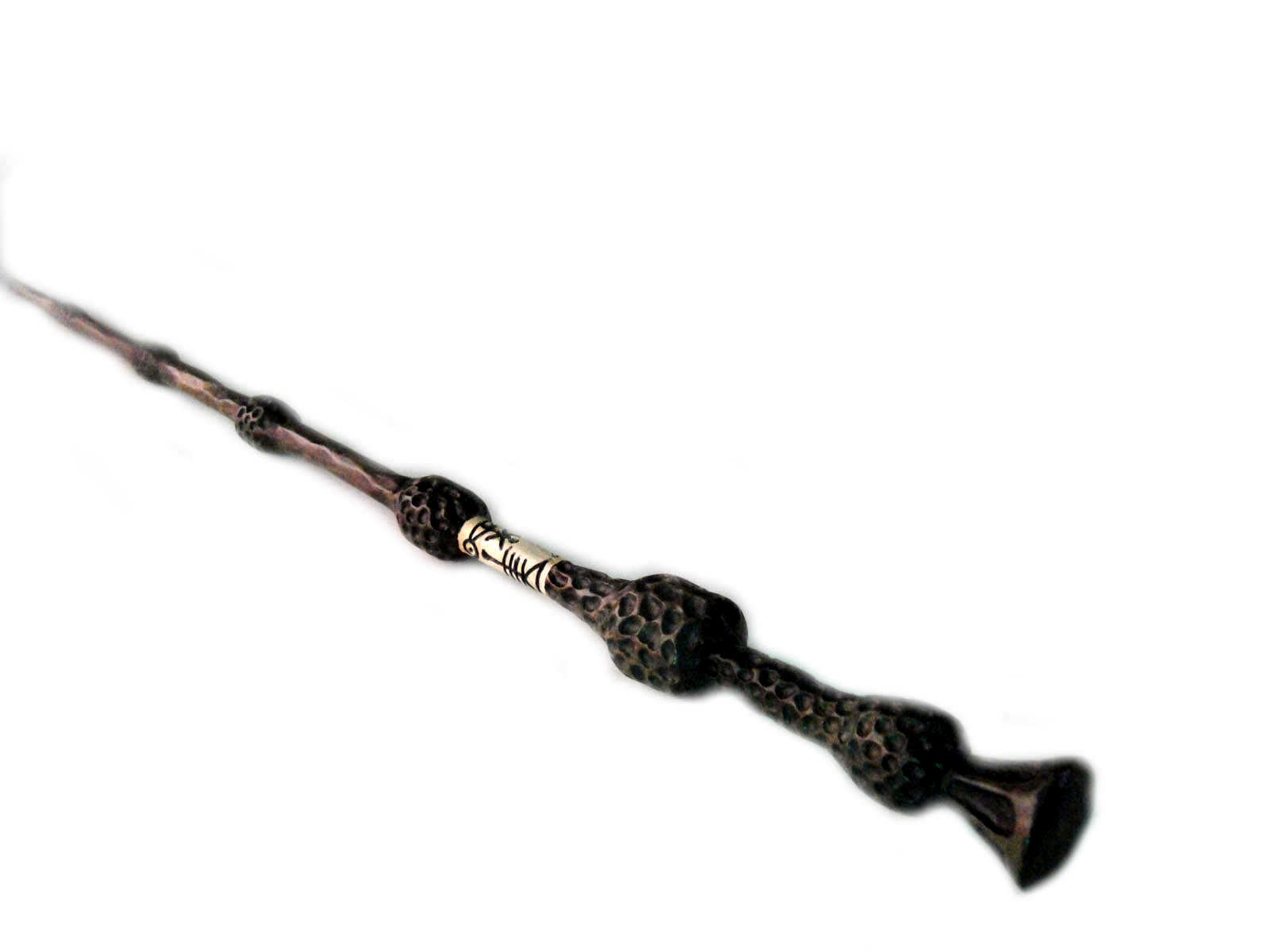
عصا شجرة الالدر، التي قُتل دمبلدور بواسطتها، كما ظهرت في سلسة أفلام هاري بوتر.

عاد دمبلدور إلى هوجوورتس برفقة هاري بوتر على ظهر مكانس سحرية، ليجدوها قد احتلت من قبل أكلة الموت الذين عبروا إليها عن طريق الممر السري الذي يربط بينها وبين بورجين وبروكس. فغامر دمبلدور بقدرته على سحب عصاه السحرية ليجمد هاري بوتر تحت عباءة الإخفاء حماية له من أكلة الموت الذين صعدوا إلى سطح البرج حيث هبطا. فجرده دراكو من عصاه، وبقي الاثنان يتحدثان زمناً، لأن دراكو لم يجرؤ على إيذاء معلمه، وإذ ذاك توافد أكلة الموت الذين احلتوا القلعة، ومنهم فنرير غريباك المستذءب، وآخرين عرفهم دمبلدور جميعاً. اقتحم سيفروس سنيب سطح البرج وقد أفسح له أفراد جماعة العنقاء المجال ليصعد باعتباره فرداً منهم، لكنه تلا التعويذة القاتلة على دمبلدور فأرداه قتيلاً ليسقط من البرج إلى الأرض، ومن ثم أخذ دراكو معه ليهربا من هوجوورتس.
أثر موت دمبلدور على كافة شخصيات الرواية بشكل أو بآخر، وشكل انعطافه مهمة في الأحداث، فبموته فقد هاري بوتر آخر حماته وأعظمهم، وأصبح وحده في مواجهة فولدمورت. وبالإضافة إلى الأسى الذي سببه موت دمبلدور، فإن الحيرة قد عظمت بسبب شخصية قاتله الذي كان معلماً في هوجوورتس ورئيس منزل، الأمر الذي قد يعني نهاية هوجوورتس.
أُقيمت لدمبلدور جنازة رسمية حضرها هيئة هوجوورتس التعليمية والتلاميذ، وممثلو وزارة السحر، وشخصيات أخرى، بالإضافة إلى القناطير التي ساهمت فيها بإطلاق الأسهم تحية لشخص الراحل، والبحريين الذين أطلوا من البحيرة وغنوا أغنية حزينة عن فقد دمبلدور، كما رثاه طائر العنقاء الخاص به بمرثية طويلة. ودُفن في قبر أبيض قرب البحيرة في هوجوورتس.
قبل صدور الكتاب السادس، أكدت رولنغ موت إحدى الشخصيات دون تحديد، وأكدت أنها شخصية هامة، لكن موت دمبلدور شكل مع ذلك صدمة كبيرة لمعجبيه، وأدى إلى موجة عامة من الإنكار، من ضمنها ظهور مواقع تفيد بعدم موته وتطرح النظريات بهذا الصدد، رغم كل أدلة الإثبات التي ساقتها رولينغ في الرواية، ومن أشهرها على الشبكة دمبلدور ليس ميتاً الأمر الذي علقت عليه رولنغ فيما بعد: «يجب ألا تتوقعوا من دمبلدور أن يفعل فعل غاندالف»، ثم عادت لتصرح: «يجب أن أكون أكثر صراحة.. دمبلدور ميت قطعاً.. وأعلم أن الكثيرين قد لا يكونون سعداء بهذه الحقيقة.. يجب أن تجتازوا بأنفسكم مراحل الحزن الخمس.. وأنا فقط أساعدكم على اجتياز مرحلة الإنكار..».
كونه أحد الشخصيات الرئيسيّة في السلسلة، فقد كان من المؤكد أن الحقائق الأساسيّة المتعلّقة بدمبلدور ستفتح المجال أمام ظهور عدد كبير من المقالات والمناقشات المتعلقة بها. وقد أدّت وفاته في نهاية كتاب الأمير الخليط إلى نقاش طويل حول هذه المسألة في صفوف محبي السلسلة والناقدين على حد سواء، حيث ورد بحثٌ في موقع دمبلدور ليس ميتاً حول أحداث الكتاب السادس كي يُصار إلى فهمها بشكل أفضل، وقد خلص محرري الموقع إلى فهم الأحداث بطريقة مختلفة وقدّموا بعض النقاشات التي زعموا فيها أن دمبلدور لم يمت في الواقع، إلا أن ذلك كله كان قبل أن تؤكد جيه كيه رولينغ في 2 أغسطس 2006 وفاة الشخصيّة المؤكدة. وبالإضافة إلى الموقع، ظهر عدد من المقالات التي نشرتها صحافة زوسيما في نوفمبر 2006 وتناولت هذا الموضوع مثل: من قتل ألباس دمبلدور؟، ماذا حصل فعلا في هاري بوتر والأمير الخليط؟، ستة تحريي هاري بوتر مختصين يفحصون الأدلّة.

## تلاميذ ألباس دمبلدور

### العلاقة
شكلت علاقة ألباس دمبلدور بعدد من تلاميذه محاور ذات أهمية في السلسلة، حيث أن نسبة كبيرة من شخصيات الرواية هم من تلاميذه مثل: هاري بوتر، لورد فولدمورت، سيفروس سنيب، جيمس وليلي بوتر، سيرياس بلاك، لوشيوس مالفوي، ومنيرفا مكجونجال.
عمل دمبلدور على ضم تلاميذه القدامى إلى جماعة العنقاء، وأفلح في ضم عدد كبير منهم، إلا العصبة التي أصبحت فيما بعد من أكلة الموت. كما تولى عدد من تلاميذه مناصب في هوجوورتس ومنهم منيرفا مكجونجال التي يعتقد أنها قد خلفته في منصبه كمعلم لمادة تحويل الهيئة، وسيفروس سنيب الذي تولى منصبي معلم الوصفات السحرية والدفاع ضد فنون السحر الأسود، وريموس لوبين الذي تولى منصب معلم الدفاع ضد فنون السحر الأسود لعام واحد. وقد تولى الأخيران مناصبهما بضمان شخصي منه، الأول لكونه آكل موت سابق، والثاني لكونه مستذءباً.
هناك معلمون آخرون لم ينص في السلسلة على كونهم من تلامذة دمبلدور، وأحدهم هو غيلدروي لوكهارت، لكن دمبلدور أبدى ملاحظة بعد إصابته بفقدان الذاكرة، تدل على أنه كان يعرفه من قبل جيداً، ويعرف نقاط قوته، حيث قال: «تخوزقت بسيفك أخيراً يا لوكهارت.» ما أنشأ علامات استفهام حول منحه إياه منصباً تعليمياً رغم علمه بأنه مخادع.
بشكل عام، فإن علاقة دمبلدور بتلاميذه تقوم على البساطة، ومعاملة جميع تلامذته بشكل متساوٍ، إلا أن علاقته باثنين منهم كانتا تنحوان نحوين مختلفين، فعلاقته بهاري بوتر نحت منحى أبعد في السلسلة لتصبح علاقة شخصية، فأصبح دمبلدور أقرب إلى كونه أباً لهاري، بالإضافة إلى كونه حاميه. أما علاقته بتلميذه الآخر لورد فولدمورت فقد بدأت على أساس من عدم الثقة المتبادل، الأمر الذي قاد الاثنين إلى عداء كبير لاحقاً.

### ألباس دمبلدور وهاري بوتر
كان ألباس دمبلدور الشخص الذي قيلت له النبوءة المتعلقة بهاري بوتر قبل ميلاده في سنة 1980، وساهم في حماية أهله. وبعد سقوط لورد فولدمورت، أمن له الحماية عن طريق وضعه في بيت خالته بتونيا درسلي حيث سيكون آمناً طالما هو قريب من دم أمه. وترك دمبلدور رسالة بهذا الصدد يشرح فيها الأمر لبتونيا، وبعد أربعة عشر عاماً، أرسل إليها تذكيراً برسالته السابقة، لتبقي هاري تحت سقف بيتها.
عندما عاد هاري إلى العالم السحري ودخل هوجوورتس، أعاد إليه دمبلدور عباءته التي تركها أبوه عنده، وتأكد من أن هاري يخرق القوانين كل ليلة، لكنه سامحه متغاضياً عن تطبيق القواعد عليه، وساعده من بعيد. آمن هاري به، واعتبره أعظم ساحر في العالم، ولهذا ساعده دمبلدور في حجرة الأسرار عند مجابهته لتوم ريدل، وبعد خروجه من الحجرة، أخبره بالسر في حديثه بلسان الثعبان، وأخبره عن الصلة بينه وبين لورد فولدمورت.
أدرك دمبلدور أهمية ندبة هاري، وكونها رابطاً بينه وبين فولدمورت، وساعده كثيراً، فتدخل للمساعدة في تحرير أبيه الروحي سيرياس بلاك، كما أنه وقف بجانبه عند اتهامه بالغش في مسابقة السحرة الثلاثية، وعند اتهامه بالكذب في شأن عودة فولدمورت. قدم دمبلدور الحماية والتاريخ لهاري، فأخبره عن النبوءة التي تربط قدره بقدر فولدمورت، وسلحه في مواجهته بأن أطلعه على تاريخه ونقاط ضعفه، وفي النهاية ضحى بحياته لإنقاذه.

### ألباس دمبلدور وتوم ريدل
كان ألباس دمبلدور هو الصلة الأولى لتوم ريدل الذي سيصبح فيما بعد لورد فولدمورت بالعالم السحري، ففي 1938 ذهب إلى ملجأ الأيتام في لندن حيث كان يقيم ليخبره بقبوله في هوجوورتس، وفي تلك المناسبة تواجه الاثنان، وكون دمبلدور الانطباع الغامض عن خطورة الفتى اليتيم دون أن يدري أنه سيكون أكثر السحرة شراً على مر الزمان، وفي 1993 أعلن توم ريدل من مفكرته أن دمبلدور لم يثق به أبداً، وأبقى دائمًاً عينه عليه.

## صفاته وقدراته
وُصف دمبلدور بأنه ساحر متقدم في السن، له شعر أبيض طويل، ولحية بيضاء تمتد حتى حزامه، ويربطها فيه أحياناً، وكان لون شعره الأصلي بنياً محمراً.
طويل ونحيل، عيناه زرقاوان صافيتان، ويظهر أن أنفه المعقوف قد كُسر مرتين من قبل على الأقل. وبرغم كونه متقدماً في السن إلا أن مظهره كان يُعطي الانطباع بالطاقة والحيوية، غير أن هاري بوتر يُلاحظ ظهور علامات التقدم في السن على وجه دمبلدور وحركاته في العام الذي توفي فيه، أي 1997. وبعد تجرعه السائل السحري في الكهف حيث ذهب مع هاري بوتر قبل وفاته، أصبح وجهه شاحباً كالموتى، كما تغير لون عينيه إلى الأخضر. قال دمبلدور أن له ندبة بشكل محطة أنفاق لندن فوق ركبته، دون أن يحدد سبب حصوله عليها، وفي سنة 1996 أُصيب في يده اليمنى التي يحمل بها العصا، فأصبحت سوداء محترقة، وذابلة، وظلت كذلك حتى وفاته.
يرتدي دمبلدور عباءات سحرية ذات ألوان غريبة، وقبعات سحرية طويلة تسير عليها العناكب، كما أنه يرتدي نظارات هلالية الشكل بشكل دائم. وفي سنة 1938 ذهب ليجلب توم ريدل من ملجأ لأيتام العامة مرتدياً عباءة أرجوانية طويلة لفتت أنظار جميع المارة إلى شكله الغريب. وبعد حصوله على خاتم مارفولو غاونت ارتداه في يده اليسرى بشكل دائم.
يشيع دمبلدور جواً من الحيوية حوله، وقد وُصف بأنه عبقري غريب الأطوار، كما أنه أبدى نوعاً من غرابة الأطوار في السلسلة منذ ظهوره الأول. يمتاز بالوقار والهدوء، ويميل إلى المسالمة، إلا فيما يتعلق بلورد فولدمورت. يثق فيمن حوله بشكل كبير، ويميل إلى الإيمان بغلبة الخير في المخلوقات. وُصف دمبلدور بالمكر في كتاب هاري بوتر وجماعة العنقاء، وأبدى في نفس الكتاب عداء شديداً تجاه لورد فولدمورت مُعلناً بأن قتله فقط لن يكفيه. تُعد معتقدات دمبلدور ثورية في عالم السحرة، فهو يؤمن بحقوق المخلوقات السحرية ومن ضمنها العفاريت والعمالقة والجن المنزلي، كما أنه لا يعادي المستذءبين بل يتعاطف معهم، ويطالع دائمًاً صحف العامة ليعرف أخبارهم، الأمر الذي يرفض بقية السحرة الاقتناع به. وبالإضافة إلى ذلك، فقد اتخذ سلسلة من القرارات الشجاعة في هوجوورتس، ومن ضمنها الاحتفاظ بروبياس هاجريد الذي اتهم بفتح حجرة الأسرار في المدرسة، وائتمانه على مهمات كثيرة، وتعيين سيفروس سنيب آكل الموت السابق معلماً للوصفات، وتعيين ريموس لوبين المستذءب معلماً لمادة الدفاع ضد السحر الأسود، وتعيين القنطور فرنز معلماً للعرافة، والسماح لمودي صاحب العين المجنونة بتدريس التعاويذ غير المغتفرة للتلاميذ خلافاً لأوامر الوزارة.
دمبلدور شجاع ومقدام، كما أنه يتبع دوماً الطرق غير التقليدية، ولا يأبه كثيراً بمنتقديه. أثار ظهوره في دائرة الغرائب والأسرار حالة ذعر بين أكلة الموت، وتمكن من اعتقالهم جميعاً عدا بيلاتريكس لسترانج التي أخذها فولدمورت معه عندما غادر الوزارة. لم يقف أحد لمجابهته باستثناء فولدمورت الذي انسحب لاحقاً، وبرغم انسحابه فإن هذه المعركة قد أثرت على صحة دمبلدور.
يمكن لدمبلدور أن يجعل نفسه غير مرئي بدون عباءة إخفاء، وبدون استخدام أي تعاويذ أو أدوات سحرية، كما يمكنه أن يستخدم السحر بدون عصاه السحرية، ويمتلك قدرات سحرية عديدة لم يكشف عن جزء كبير منها حتى الآن. في بداية السلسلة أشارت منيرفا مكجونجال إلى امتلاكه قوة هائلة تمنعه أخلاقه من استخدامها، لكنه نفى هذا الأمر. وشكلت معرفته بطرق السحر القديم نقطة قوته الأساسية في مواجهة فولدمورت الذي يتجاهل أنواعاً من السحر القديم لأنها لا تروقه، أو لأنه جاهل بها، كما أنه قادر على التحدث بلغة الحوريات والغيلان.

## تلقف الجمهور
قورنت شخصية ألباس دمبلدور بغيرها من الشخصيات الخيالية الأولية من «الرجال العجائز الحكماء». تتشابه تصرفات دمبلدور بشكل كبير مع تصرفات الساحر مرلين الذي ظهر في رواية السيف في الحجر، من ناحية كونه أستاذ شارد الذهن، كما نظيره سالف الذكر؛ كما أن كلاهما يتولى مهمة تعليم وتثقيف الشخصية الرئيسية في القصة، وفي موقع شبيه أيضًا، أي داخل قصر عتيق. تشير الكاتبة أفلين بيري إلى هذا الشبه بين الشخصيتين قائلة: «إن دمبلدور يشبه مرلين من الناحيتين الجسدية والشخصية؛ فهو يحب الكتب والحكمة لدرجة النهامة، ويرتدي رداء فضفاضا، ويطلق لحية بيضاء طويلة». كما قورنت شخصية دمبلدور بشخصية غاندالف من سلسلة سيد الخواتم للكاتب جون رونالد تولكين. كذلك، قام دايف كوبل بإجراء مُقارنة بين كتابات رولنغ ومؤلف الكاتب الإنجليزي جون بونيان حامل عنوان سير الحاج (بالإنجليزية: The Pilgrim's Progress)‏ قائلا أن دمبلدور نفسه كان أحد الرموز المسيحية التي استعملتها رولنغ، فهو يتصرف تصرف «الإله الأب الملتحي» الذي وضع هاري بوتر فيه كل ثقته كي ينقذه من فولدمورت وأتباعه. أيضا أدرج موقع IGN ألباس دمبلدور بوصفه خامس شخصيات هاري بوتر المفضلة لديهم، قائلين: «على الرغم من مضي اثنا عشر سنة فقط على دخول هذه الشخصية الثقافة العامة، فقد احتل الأستاذ دمبلدور مكانة بارزة بين شخصيات المعلمين الخياليين في المؤلفات الأدبية والأفلام». كما قال العامل في شركة IGN جو يوتيشي أن دمبلدور هو ثالث شخصياته المفضلة في سلسلة هاري بوتر، معتبرا أن الكشف عن الحقيقة التي أظهرت كيف أنه لم يكن «معصوما» كما كان يعتقد، كانت إحدى أكثر المواضيع المفجعة في الكتاب الأخير.

### ميوله الجنسية
أثارت رولنغ جدالا كبيرا بين الناقدين عندما أشارت إلى أن دمبلدور رجل مثلي. قالت ميليسا آنلّي المسؤولة عن موقع «The Leaky Cauldron» الإلكتروني، قالت لوكالة أسوشيتد برس: «إن ادعاء رولنغ بأن إحدى شخصيات هاري بوتر مثلية الميول الجنسية من شأنه أن يؤدي بالرأي العام إلى أن يسير خطوات إضافية نحو تقبل المثلية الجنسية.... فعبر جعل شخصية كهذه شديدة الاحترام وموهوبة وفائقة اللطف مثلية الميول، فإن رولنغ تدعم الفكرة القائلة بأن مثلية الشخص ليست بالأمر الذي يسبب الإحراج». كما قال الصحافي في مجلة انترتينمنت ويكلي مارك هاريس: «أنا متأكد بإن خيارها بجعل هذا المعلم والأستاذ مثليا وسط عالم ما زال الناس فيه ينظرون إلى الأساتذة المثليون نظرة شك، لم يكن بالحادث العرضي». كذلك، أبدى نجوم ومخرج سلسلة أفلام هاري بوتر دعمهم لفكرة رولنغ القائلة بمثلية دمبلدور.
إلى جانب ما سلف، قام بعض النقاد بمناقشة آثار إعلان رولنغ سالف الذكر، فقال الكاتب في صحيفة نيويورك تايمز إدوارد روثستاين: «قد ترى السيدة رولنغ أن دمبلدور رجل مثلي، لكن ليس هناك من سبب يدعو أي شخص آخر أن يؤمن بما تقوله أو يراه كما تراه». ووفقًا لأستاذ الفلسفة في جامعة بيولا الإنجيلية ومؤسس مؤسسة توري الشرفية مارك راينالدز، فإنَّه «من غير الممكن اكتشاف هذا الأمر عن دمبلدور من خلال الكتب. فهذا لم يرد فيها، ولم يكشف عنه، وآراء رولنغ بخصوص الشخصيات التي ابتدعتها أصبحت اليوم لا تصلح سوى للتوثيق التاريخي». شكك آخرون بأن مزاعم رولنغ كانت تتوافق مع نيتها وآرائها الشخصية، وأن ما قالته لم يكن سوى ضربة خبير حتى تنال الشهرة. اقتبست مجلة سلايت إحدى النقاشات التي جرت حول الكتاب السادس، وهي تلك القائلة: «من الواضح أن ج. ك. رولنغ لم تكن تخطط لإعلان مثلية دمبلدور، بل هي تهتم فقط بكونها صريحة مع جمهور قرائها». ومن جهة أخرى، قال الصحافي مايك طوماس من جريدة أورلاندو سنتينال أنه بعد التدقيق، يتبين أن دمبلدور كان مثليا منذ البداية، وأن هذا يفسر تماما سلوك هذه الشخصية، وعلاقته مع غريندوالد، وأن هذا يعكس مدى مهارة رولنغ ككاتبة، إذ جعلت إحدى الشخصيات مثلية دون أن تجعلها في موقف يؤكد ذلك. بالمقابل، انتقد الكاتب الأمريكي أورسون سكوت كارد إعلان رولنغ معتبرا أنه «نفاق مروع»، قائلا «عوض أن تجعلنا نعرف ونتفهم الشخصية على أنها مثلية منذ البداية، أبقت هذا الإعلان حتى الخاتمة لاطمة به الجمهور، وكأن الفكرة راودتها فجأة».
تطرح رئيسة منظمة «إرسالية: أمريكا» (بالإنجليزية: Mission: America)‏ ليندا هارفي تساؤلا مفاده: «هل سنسمح لأطفالنا أن يعتقدوا بأن مدير أي مدرسة يصح بأن يكون مثليا؟». وقالت رئيسة الائتلاف المسيحي الأمريكي (بالإنجليزية: Christian Coalition of America)‏ روبرتا كومبز: «من المؤسف للغاية أن تقوم الكاتبة بجعل إحدى الشخصيات الرئيسية مثلية»، وإن هذا «لا يشكل مثلا يحتذى لأطفالنا، الذين يحبون سلسلتي الكتب والأفلام. أظن بأن هذا يحث ويشجع على المثلية الجنسية».

## في الأفلام

مايكل جامبون في دور دمبلدور في فيلم سجين أزكابان بعد وفاة ريتشارد هاريس.

قام الممثل الإيرلندي ريتشارد هاريس بتمثيل دور ألباس دمبلدور في الفيلمين الأول (2001) والثاني (2002)، وكان يُتوقع أن يؤدي الدور في جميع أفلام السلسلة. كان هاريس قد صرّح سابقا أنه لم يكن لديه النية أصلا لقبول الدور، بما أنه كان على يقين بأن وضعه الصحي يتردّى شيئا فشيئا. لكنه قبل بأداء دوره بعد أن هددته حفيدته البالغة من العمر 10 سنوات آنذاك أن لا تكلّمه على الإطلاق إن لم يمثّل في الفيلم. كان هاريس قد عقد العزم على تمثيل دور دمبلدور مجددا في سجين أزكابان (الذي عُرض عام 2004) على الرغم من تشخيص إصابته بلمفومة هودجكين، وطلب من المنتج دافيد هايمان أن لا يعطي الدور لشخص آخر، إلا أن وفاته في 25 أكتوبر 2002 دفعت المنتج ألفونسو كويرون إلى اختيار السير مايكل جامبون بعد 4 أشهر لأداء الدور. وقد كان موت هاريس مفاجئة للجميع إذ أن مايكل جامبون لا يشبه هاريس أبدا.
صرّح جامبون أنه لم يكن راغبا بالتفوّق على أداء هاريس، حيث مثّل الدور بأسلوبه الخاص، فأضاف لهجة إيرلندية بسيطة لشخصية دمبلدور، كما أنهى تصوير مشاهده خلال 3 أسابيع. عُرض دور دمبلدور أيضا على السير إيان ماكيلين، إلا أنه رفضه لأنه كان قد قام بتمثيل شخصيّة مشابهة سابقا هي غاندالف في ثلاثية سيد الخواتم، كما أنه شعر بأنه من غير الملائم الحلول مكان هاريس، بما أن الأخير كان قد قال عن مكلين أنه ممثل «مروّع». كانت عائلة هاريس قد عبّرت عن رغبتها برؤية صديق الأخير المقرّب بيتر أوتول يحلّ مكانه في السلسلة.
استعاد جامبون دوره في الأفلام اللاحقة: كأس النار (2005)، جماعة العنقاء (2007)، والأمير الخليط (2009). وبعد أن صرّحت الكاتبة جيه كيه رولينغ أن دمبلدور مثليّ، أخذ جامبون يعبث عبر موقع التصوير خلال فترات الراحة من تصوير فيلم الأمير الخليط. إلا أن أدائه خلال مجرى الفيلم بقي هو نفسه دون أي تغيير عن الأفلام السابقة. اختير الممثل طوبي ريغبو لتمثيل شخصية دمبلدور في شبابه في فيلم مقدسات الموت بجزئية الأول والثاني، فظهر في مشاهد كانت عبارة عن ذكريات، أوضحت للمشاهدين معلومات أساسية حول أصول هذه الشخصية.
أدّى الممثل جود لو دور ألباس دمبلدور الشاب في الجزء الثاني من سلسلة أفلام «وحوش مذهلة» والصادر سنة 2018 بعنوان الوحوش المذهلة: جرائم جريندلوالد.

## في الثقافة العامة

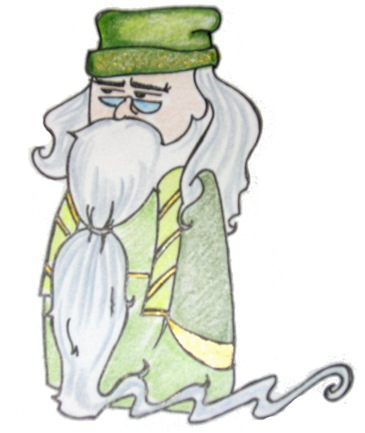
رسم كرتوني ساخر لألباس دمبلدور.

تمّت محاكاة دمبلدور بأسلوب ساخر في العديد من الرسومات والمسلسلات التلفزيونية والرسوم المتحركة. ففي مسلسل سحرة قصر وافرلي (بالإنجليزية: Wizards of Waverly Place)‏، في حلقتيّ «مدرسة السحر الجزء الأول» و«مدرسة السحر الجزء الثاني»، تذهب شخصيتيّ ألكس وجستين روسّو إلى مدرسة صيفيّة للسحرة تسمى «ويز-تيك» (بالإنجليزية: Wiz-tech) حيث يظهر دمبلدور بشخصيّة رئيس المدرسة كرمبز. وفي إحدى حلقات مسلسل عائلة سمبسون التي حملت عنوان «الزوجان الغريبان» (بالإنجليزية: The Haw-Hawed Couple)، تطلب ليزا من والدها هومر أن يقرأ لها كتاب أنجيليكا بوتون قبل أن تنام. وبعد أن يعلم هومر أن رئيس المدرسة جرايستاش سيموت في النهاية (كما حصل مع دمبلدور في الأمير الخليط)، يخفي الحقيقة عن ليزا ويخبرها بنهاية سعيدة من تأليفه، على الرغم من أن الأخيرة تقرأ الخاتمة الصحيحة وتقرر أن خاتمة هومر كانت أفضل. يظهر دمبلدور أيضا في مسلسل نيل سسرغ دمى بوتر الأصدقاء (بالإنجليزية: The Potter Puppet Pals)، حيث برز في موقف متكرر عبر نصف الحلقات وهو التعري كليّا من ملابسه عدا قبعته، وكذلك فقد كان يردد عبارة «واحسرتاه!» أو "Alas!" بالإنجليزية في غير موضعها، واعتبر هذا محاكاة ساخرة لحب جيه كيه رولينغ للكلمات الغريبة. ظهر دمبلدور أيضا في مسلسل الدجاجة الروبوت (بالإنجليزية: Robot Chicken) في حلقة «كلمة السر: أبو سيف»، عندما يبرز خطر مخلوق البلوغ «بوبرتيس» (تحريف لكلمة puberty بمعنى بلوغ بالإنجليزية)، فيقوم دمبلدور بإعطاء هاري حجرا قد يساعده على التغلّب على المخلوق. وعندما يتواجه الاثنان، يقوم هاري بفرك الحجر مرتين، مما يستحضر أشباحا لتضرب بوبرتيس، وقبل أن يقوم بفرك الحجر مرة ثالثة يظهر دمبلدور ويُخبر هاري أن الحجر لا يمكن استخدامه إلا ثلاث مرات فقط، وإن بوبرتيس لا يمكن تدميره لأنه يعيش بداخل كل إنسان.
قامت مؤسسة «الهزلية» (بالإنجليزية: Comic Relief) عام 2003 بتمثيل قصة خيالية، غير مرتبطة بسلسة أفلام هاري بوتر، تحمل عنوان هاري بوتر وإناء الحجرة السريّة في أذربيجان، قام خلالها الممثل نايجل بلانر بلعب دور دمبلدور، حيث وضع اللحية الاصطناعية للممثل الراحل ريتشارد هاريس وارتدى زيّه. وفي عام 2005، قدّمت كليّة الحقوق في جامعة كوينزلاند عملا مسرحيّا منوعا تضمن محاكاة ساخرة لأغنية «سكار» التي قدمتها المغنية الأسترالية ميسي هيغينز، تحمل اسم ندبة هاري بوتر (بالإنجليزية: Harry Potter's Scar) حيث قام هاري بالعزف على البيانو، ودمبلدور على الجيتار. وبعد أن صرّحت الكاتبة رولنج بميول دمبلدور الجنسيّة، قدّم برنامج الكوميديا الأميركي «مباشر على الهواء ليلة السبت» (بالإنجليزية: Saturday Night Live) مقطعا ظهرت فيه رولنج (لعبت دورها الممثلة آيمي بولر) وهي تكشف عن مشاهد ملغاة من فيلم هاري بوتر وسجين أزكابان حيث كان دمبلدور (يؤدي دوره الممثل بيل هادر) يتصرّف بمثليّة مبالغة.

## روابط خارجية
- صفحة دمبلدور على موقع HP- Lexicon
- صفحة دمبلدور على معجم هاري بوتر العربي
- اقتباسات من ج. ك. رولنغ حول دمبلدور في موقع Accio-Quote.org
- ألباس دمبلدور على الويكي المكرسة لهاري بوتر